# 4729 Mikhailmilʹ
4729 Mikhailmilʹ è un asteroide della fascia principale. Scoperto nel 1980, presenta un'orbita caratterizzata da un semiasse maggiore pari a 2,2201608 UA e da un'eccentricità di 0,1743268, inclinata di 2,28350° rispetto all'eclittica.